# Беннинг-роуд (станция метро)
Беннинг-роуд (англ. Benning Road) — подземная пересадочная станция Вашингтонгского метро на Синей и Серебряной линиях. В часы пик также обслуживается Оранжевой линией. Она представлена одной островной платформой. Станция обслуживается Washington Metropolitan Area Transit Authority. Расположена в районе Беннинг у пересечения Беннинг-роуд и Ист-Кэпитал-стрит, Северо-Восточный квадрант Вашингтона.
Станция была открыта 22 ноября 1980 года.
Открытие станции было совмещено с завершением строительства ж/д линии длиной 5,66 км и открытием ещё двух станций: Кэпитал-Хайтс и Эддисон-роуд. Открытие Серебряной линии запланировано на 2013 год.